# Marc de Bel
Marc de Bel (Kruishoutem, 7 de mayo de 1954) es un escritor infantil y juvenil de origen  flamenco y nacionalidad belga.

## Biografía
Marc de Bel fue durante años profesor de primaria. Está casado y tiene cuatro hijos. En 1987, con 33 años, publicó su primer libro. Desde entonces ha publicado un centenar de títulos.

## Obras
- 1987 Het ei van oom Trotter.
- 1988 Meester Pluim en het praatpoeder.
- 1988 Wimpie en de wensautomaat.
- 1989 Blinker en de bakfietsbioscoop.
- 1989 Het dagboek van Zwarte Piet.
- 1989 De kracht van Ajajatsoe.
- 1990 De knetterkwabmachine.
- 1990 Blauwe snoepjes .
- 1990 Stuffie en het geheim van de Kankan-Goeroe.
- 1991 Nikki Nikkel.
- 1991 Blinker en het BagBag-juweel.
- 1992 Witte-Heksennacht .
- 1992 De droom van Vlerk Vos (Davidsfonds/Infodok; Infodok, 5e druk 1999)
- 1992 Piki en Nini (Davidsfonds/Infodok; Infodok)
- 1992 De zusjes Kriegel (Davidsfonds/Infodok; Infodok, 9e druk 2000)
- 1992 President Pig en de drie wolfjes (Davidsfonds/Infodok; Infodok, 3e druk 1998)
- 1993 Het web van de suikerspin (Davidsfonds/Infodok; Infodok, 5e druk 1998)
- 1993 Vanilla P. (Davidsfonds/Infodok; Infodok, 5e druk 1998)
- 1993 De pilletjes van opa Kakadoris (Davidsfonds/Infodok; Infodok, 5e druk 1998)
- 1994 Soezie boebie (Davidsfonds/Infodok, 4e druk 1998)
- 1994 Bub de badeend (Davidsfonds/Infodok)
- 1994 Hip hip haboe, een taart voor moe!.
- 1995 Zotte Klaas en zwarte Miet.
- 1995 De katten van Kruisem (Davidsfonds/Infodok, 5e druk 1997)
- 1995 Pit en Puf en de zonnebloem (Davidsfonds/Infodok)
- 1996 Wiet (Davidsfonds/Infodok)
- 1996 De monsters van Frankenzwein (Davidsfonds/Infodok)
- 1996 De beha-boomhut (Davidsfonds/Infodok)
- 1996 Kerstfeest bij oma Fief (Davidsfonds/Infodok)
- 1996 Malus (Davidsfonds/Infodok)
- 1997 Dagje Pauwoog (Davidsfonds/Infodok)
- 1997 Een plekje voor Stekje (Standaard)
- 1997 Fliks en Flora : een vlinderverhaal uit het oude boek van oma Tinkel.
- 1997 Het Boe-spook.
- 1997 De fautenkampioene (Davidsfonds/Infodok)
- 1998 Marc de Bel en de Superkids (Davidsfonds/Infodok), i.s.m o.a. Aline Lapeire
- 1998 Feest in de abdij.
- 1998 De pimpelmoes.
- 1998 Het geheim van de haarcirkels.
- 1999 Pit op de pot (Deltas)
- 1999 Hippo (Zwijsen)
- 1999 Prins Blauwert (Davidsfonds/Infodok)
- 2000 De knetterkwabmachine; Blauwe snoepjes; De monsters van Frankenzwein (Davidsfonds/Infodok)
- 2000 Het kleine vergrootboek (Davidsfonds/Infodok)
- 2000 De formule van tante Kriegel (Davidsfonds/Infodok; Fontein, 2e druk 2000)
- 2000 Pinkie en de Kwietenkoning (Davidsfonds/Infodok; Fontein)
- 2001 Piepel ziek (Standaard)
- 2001 Betti Spaghetti (Davidsfonds/Infodok)
- 2001 Er woont een konijn in mijn kop (Davidsfonds/Infodok)
- 2001 Hippo (Zwijsen)
- 2001 Tonus en Troet.
- 2001 Acht ogen, acht poten (Standaard)
- 2002 Vliegkriebels (Standaard)
- 2002 De paarse pimpelmoes (Standaard)
- 2002 Grasgroentje en de zeven purken (Tingel)
- 2002 De ridders van de geflambeerde onderbroek (Tingel)
- 2002 De ballon van Bollan (Averbode)
- 2002 Blinker: de bende van Bork (Tingel)
- 2002 De puitprins (Tingel)
- 2002 Het grote Boeboeksbal (Tingel)
- 2003 Roodmutsje (Tingel)
- 2003 Assepoep (Tingel)
- 2003 Piet kookt met tante Pretselder (Standaard)
- 2003 Kikker (Tingel)
- 2003 Roos (Tingel)
- 2003 Het verhaal van Hebbert Wezel (Tingel)
- 2003 Het Ei-Land van de Zeeminmeer (Standaard)
- 2004 Operatie Kriegel (Tingel)
- 2004 De babyboom van de reuzendwergen (Standaard)
- 2004 Pit en Puf en de bal (Standaard)
- 2004 Pit en Puf en de bloem (Standaard)
- 2004 De sproeten van de spikkelspuitvis (Manteau)
- 2004 Herfst (Boeboeknatuurboek)
- 2004 De Kriegels in Concert (Tingel)
- 2004 Erwtensoep van oma Floep (Tingel)
- 2004 Pit en Puf gaan in bad (Standaard)
- 2004 Pit en Puf bakken een koek (Standaard)
- 2005 Molik de speelvogelschrik (Tingel)
- 2005 De kalebas van kale Bas (Tingel)
- 2005 De tovertatoe van de Kaka-Ketoe (Manteau)
- 2005 Prinses Olil en de Zwarte ruiter (Tingel)
- 2005 De Marbello-diamanten (Manteau, samen met Guy Didelez)
- 2005 Het grote Boeboeksbal (Tingel)
- 2006 De Vingerhoed van wolkenkrabber (Manteau)
- 2006 Muizenbeetje (Tingel)
- 2006 Het Superkinddrankje (Tingel,samen met Jasper Van Loy)
- 2006 Het mysterie van de haarcirkels (Tingel, samen met Guy Didelez)
- 2007 Kia Pinokkia (Abimo)
- 2007 Stiene en de bultgriezel' (Tingel)
- 2007 Krieltje Kakelkont (Standaard Uitgeverij)
- 2007 Het pimpelpaarse Polderspook (Tingel)
- 2007 Busker in de soep (Tingel)
- 2007 Alien (Abimo, samen met Guy Didelez)
- 2007 Het blik van de Belgica (Manteau)
- 2007 De grote gemene dealer (Manteau)
- 2008 Frituur PARADISIO (Abimo, samen met Guy Didelez)
- 2008 Blinker en de Blixvaten (Standaard Uitgeverij)
- 2008 De Schat van Kruisem (Manteau)
- 2008 Miss Griezelverkiezing (Abimo) - reeks De Kriegeltjes
- 2008 De gele gifsmurrie (Manteau, samen met Leilah Lierman)
- 2009 Kitnapping bij vollemaan (Manteau) - reeks Roesty Spetter
- 2009 Epinona (Manteau)
- 2009 Ping en Punky (Abimo)
- 2009 Aardbijen met slagroom (Abimo) - reeks De Kriegeltjes
- 2009 De zweefbollen van professor Otomoto (Standaard Uitgeverij)
- 2009 De Boeboeks van het Biezebos (omnibus van 3 verhalen, Manteau)
- 2010 De nacht van de vleermuis (Manteau)
- 2011 Nelle, de Heks van Cruysem
- 2012 box met 6 Spik & Spek aviboekjes
- 2012 Het Bal van de Gemaskerde Rat
- 2012 De vitamientjes van oma Anabola
- 2012 Kriepel, de minisaurus
- 2012 De sigarenkistkoers
- 2012 Yoro of de roep van de bananenpikker
- 2013 Het vliegende vuurspook
- 2013 Kadodder
- 2013 Chinese maankoekjes
- 2013 Mijn eerste leesjaar met Spik & Spek (Abimo)
- 2013 Pretpark Bibaloeba (Abimo)
- 2013 Het plan van professor Snootman
- 2013 Ule. Ik was 14 in 1914  (Manteau)
- 2014 Hat muizenei
- 2014 Het verhaal van Fliere Fluiter
- 2014 Het verhaal van Mascopiro
- 2014 Faalplezier
- 2014 Tinne, tamboer van Napoleon (Van Halewyck)
- 2014 De Moord op Miss België (Van Halewyck)
- 2014 Amira
- 2015 De spiegel van lady Kriegel
- 2015 De vloek van Horkus (Abimo)
- 2015 Halfbakken Hendrik
- 2015 Prinses Stekelbees en het Stekelbeest
- 2015 De Steen van Nowan (Van Halewyck)
- 2015 De dromenzuiger van opa Pluizebol (Abimo)
- 2015 Mette (Van Halewyck)
- 2016 De Ring van Koning Schavelingh (Abimo)
- 2016 Nelle Blankgoud (Van Halewyck)
- 2016 Het Monster van het Mistmoeras (Abimo)
- 2016 Halloweense worstjespudding (Van Halewyck)
- 2016 De Draden van Marbellus (Van Halewyck)
- 2017 MARIE, codenaam Jeanne (Van Halewyck)
- 2017 Ridder Rembert en de draak van Smordok (Van Halewyck)
- 2017 Het grote Boeboeksgroeiboek (Van Halewyck)
- 2017 Jubileumeditie 30 jaar Het ei van oom Trotter en herdruk De kracht van Ajajatsoe (Van Halewyck)
- 2017 De mutsels van Moppe (Van Halewyck)
- 2018 De wraak van Ridder Piepus (Van Halewyck)
- 2018 Mijn opa is een Rode Duivel (Van Halewyck)
- 2018 Herdruk De Katten van Kruisem (Van Halewyck)
- 2018 De gouden waterduivel (Van Halewyck)
- 2018 Robbe (Van Halewyck)
- 2019 Bukkie (Van Halewyck)
- 2019 Oom Harry en de Knetterkwabmachine (Van Halewyck)
- 2019 Prinses Pruilsnuit (Van Halewyck)
- 2019 Herdruk Meester Pluim en het Praatpoeder (Van Halewyck)
- 2019 Herdruk De Paarse Pimpelmoes (Van Halewyck)
- 2019 De boom die niet was gepland (Van Halewyck)
- 2019 De droom van losbolle Rina (Kramat)
- 2020 De veertiende brief (Van Halewyck)
- 2020 Prins Oliebol, of Hoe bolrond liefde kan zijn (Van Halewyck)
- 2020 FC De vlammende modderduivels (Van Halewyck)
- 2020 De Boeboeks aan zee (Van Halewyck)
- 2020 Lieze & Tine (Van Halewyck)
- 2020 De bezemstaf van de Belleheks (Houtekiet)
- 2021 Het dorp van de zwaluwen (Van Halewyck)
- 2021 Kleine pan (Houtekiet)